# Teodoro Sincelo
Teodoro Sincelo (em grego: Θεόδωρος Σύγκελλος; romaniz.: Theódoros Sýncellos) foi um político e escritor bizantino da primeira metade do século VII. A Crônica Pascoal o mencionou em embaixada ao grão-cã às vésperas do Cerco de Constantinopla de 626. Deixou uma oração sobre a veste da Virgem preservada na Igreja de Blaquerna que foi removida para Santa Sofia devido ao ataque de um inimigo. Provavelmente também compôs a homília anônima sobre o cerco de 626 que foi entregue em 7 de agosto de 627.